# Bahtiar Ahmedov
Bahtiar Ahmedov (n. 5 august 1987, Nijnee Kazanișce⁠(d), RSFS Rusă, URSS) este un luptător ce a reprezentat Rusia, medaliat olimpic. A participat la o ediție a Jocurilor Olimpice (2008) în care a câștigat o medalie de argint.

## Participări
Lista de mai jos prezintă principalele competiții la care a participat Bahtiar Ahmedov de-a lungul carierei.
- wrestling at the 2008 Summer Olympics – men's freestyle 120 kg[*]